# Rudolf L. Reiter
Rudolf L. Reiter (* 24. Juni 1944 in Erding; † 26. Juni 2019 in Wartenberg) war ein deutscher Maler und Bildhauer, der überwiegend im Stil der  Informellen Malerei arbeitete.

## Leben
Reiter war das jüngste von drei Kindern. Die Eltern hatten eine Druckerei. Mit 14 Jahren begann Reiter mit der Malerei. Von 1960 bis 1962 konnte er beim Münchner Maler und Grafiker Hans Spranger mitarbeiten, im Wesentlichen war er jedoch Autodidakt. Nach dem Besuch der Typografischen Fachschule in München absolvierte Reiter bei der Illustrierten Revue eine Ausbildung zum Drucker sowie zum Schriftsetzer (in der Druckersprache Schweizerdegen) und arbeitete dann als Layouter und Grafiker.
Seit 1970 war Reiter freischaffender Künstler in Erding, später auch in New York und in Hamarøy in Norwegen. 1995 begann er die Landschaftsinstallation Zeit der Wiederkehr. 2011 veröffentlichte er sein Werkverzeichnis Die Wunden meiner Seele mit 8600 Werken aus mehr als 40 Jahren Schaffenszeit. Seit 2012 wird die Sammlung Rudolf L. Reiter dauerhaft im Museum Erding ausgestellt. Seine elfte Publikation, das Buch Gegen den Strom veröffentlichte er 2017.
Reiter starb am 26. Juni 2019 in einem Krankenhaus in Wartenberg in Oberbayern.

## Auszeichnungen
- Steubenmedaille für Deutsch-Amerikanischen Kulturaustausch
- Ehrenmitglied der Hamsungesellschaft Hamaroy, Norwegen
- Kulturpreis des Landkreises Erding
- Eintrag in das Goldene Buch der Stadt Erding[8]
- Mitglied im Schutzverband Bildender Künstler, München[9]
- Dozent der Europäischen Akademie Institut Kunst, Monschau-Aachen[9]

## Ausstellungen
- Auswahl Art Expo New York, Art Expo Dallas
- Hamsun-Tage Norwegen, Hamsun-Museum Oslo
- Galerie Art 54 New York
- Art Expo Tokio
- Goetheinstitut Washington -Metamorphosen
- DONAU ART 2000
- Burghausen, Burg Dürnitz – Metamorphosen
- Galerie Molitor, Paris – Zeit der Wiederkehr
- Galerie S48, New York – Bilder und Plastiken
- Galerie Sieve, Berlin – Mysterien
- Stadtresidenz Landshut – Mysterien des Lebens
- Wannenkunst – Kurpark Bad Gögging
- Flugobjekte, Neustadt an der Donau
- Kallmann-Museum, Galerie im Schlosspark, Ismaning
- Wandlung eines Künstlers – Kreissparkasse München Starnberg[9]
- Enfant terrible – Galerie + Atelier R. L. Reiter[9]
- Islandsaga – Airport – Art Forum – Flughafen München[9]
- Zeit der Wiederkehr – Kunst-Aktion im Polarkreis Krafla-Island[9]
- Land Art im Römer-Kastell Abusina in Eining – Checkpoint Art[9]
- Finanzgerichtshof Art Atrium, München – Metamorphosen[9]
- Galerie Sieve, Berlin – Mysterien[9]
- Stadtresidenz Landshut – Mysterien des Lebens[9]
- Burghausen, Burg Dürnitz – Metamorphosen[9]
- Galerie Molitor, Paris – Zeit der Wiederkehr[9]
- Art Autobahn – Zeit der Wiederkehr[9]
- EPOCHAL 2000 – Ein Gesamtkunstwerk[9]
- REFLEXIONEN, Galerie der Bayer. Landesbank[9]
- In Memoriam Rudolf L. Reiter, Frauenkircherl Erding[10]
- Lithografien, Galerie Rudolf L. Reiter Erding[11]
- Kunstaktion Atlantik, Miami, Florida, USA – Zeit der Wiederkehr[9]
- Art Expo New York[9]
- Art Expo Dallas[9]
- Bayer. Landesbank, München[9]
- Airport München[9]
- Psychiatrie Workshop[9]
- Gesamtkunstwerk, Dortmund[9]
- German Cultur--Centrum[9]

## Werke in öffentlichen Sammlungen
- Städtische Sammlung Lenbachhaus, München
- Bayerische Staatsgemäldesammlung, München
- Brunnen- und Denkmal, München
- Sammlung H. Cohn, Los Angeles, USA
- Hamsun-Museum, Hamaroy, Norwegen
- Sammlung Deutsche Aerospace, Airport München
- Academy of Fine Art, Zhejiang, China
- Bass-Museum, Miami
- German-Cultur-Centrum, Goetheinstitut Washington D.C.
- Residenz München „Metamorphosen“
- Schloss Dachau „Reflexionen“
- Kulturzentrum Bad Homburg „R. L. Reiter - Retrospektive“
- Reykjavík, Island „Zeit der Wiederkehr“
- Museum Erding, Sammlung Rudolf L. Reiter e.v
- Stadt- und Landkreis, Erding[9]
- Erding, Alte Mälzerei „Panta Rhei“[9]
- München, Kreissparkasse München-Starnberg „Panta rhei – Saga“[9]
- Deutscher Bundestag[12]

## Belege
1. ↑  Informelle Malerei - Rudolf L. Reiter. Abgerufen am 28. August 2020 (deutsch).
2. ↑  Erdings bekanntester Künstler ist tot. 26. Juni 2019, abgerufen am 28. August 2020.
3. ↑  Süddeutsche Zeitung: "Die Wunden meiner Seele". Abgerufen am 28. August 2020.
4. ↑  Künstler Rudolf L. Reiter: Seit 40 Jahren ein Leuchtturm Erdings. 6. September 2011, abgerufen am 28. August 2020.
5. ↑  Museum Erding: Museum Erding: Sammlung Rudolf L. Reiter. Abgerufen am 28. August 2020.
6. ↑  Süddeutsche Zeitung: Gegen den Strom. Abgerufen am 26. September 2020.
7. ↑  trauer.sueddeutsche.de: Rudolf L. Reiter
8. ↑  Mathias Weber: Rückkehr in die Realität. Abgerufen am 25. September 2020.
9. 1 2 3 4 5 6 7 8 9 10 11 12 13 14 15 16 17 18 19 20 21 22 23 24 25 26  Über Rudolf L. Reiter – Galerie Rudolf L. Reiter. Abgerufen am 25. September 2020 (deutsch).
10. ↑  Rudolf L. Reiter: Zeitreise zum ersten Todestag des Malers. 23. Juni 2020, abgerufen am 25. September 2020.
11. ↑  Süddeutsche Zeitung: Gedruckter Nachlass. Abgerufen am 25. September 2020.
12. ↑  Bundestag kauft Bild des Erdinger Künstlers Rudolf L. Reiter. 25. Februar 2019, abgerufen am 25. September 2020.

| Personendaten    | Personendaten                 |
| ---------------- | ----------------------------- |
| NAME             | Reiter, Rudolf L.             |
| KURZBESCHREIBUNG | deutscher Maler und Bildhauer |
| GEBURTSDATUM     | 24. Juni 1944                 |
| GEBURTSORT       | Erding                        |
| STERBEDATUM      | 26. Juni 2019                 |
| STERBEORT        | Wartenberg (Oberbayern)       |